# PFC Pirin Blagoevgrad
El PFC Pirin Blagoevgrad fue un club de fútbol búlgaro de la ciudad de Blagoevgrad.

## Historia
Fue fundado en 1931 con el nombre Makedonska Slava (Gloria de Macedonia) y jugó en la A PFG. Varios años después cambiaron el nombre por el de Pirin 1922 y en el otoño de 2006 lo cambiaron por el de PFC Pirin Blagoevgrad. Nunca ganó la A PFG ni la Copa de Bulgaria a pesar de haber llegado a 3 finales.
A nivel internacional participó en 2 torneos continentales, donde su mejor participación la tuvieron en la Recopa de Europa de Fútbol de 1994/95, donde fueron eliminados en la Primera Ronda por el Panathinaikos FC de Grecia.
El equipo desapareció en el año 2008 al fusionarse con el FC Pirin.

## Palmarés
- Copa de Bulgaria: 0
  - Finalista: 3

1981, 1992, 1994

## Participación en competiciones de la UEFA
- Copa UEFA: 1 aparición

1986 - Ronda Preliminar
- Recopa de Europa de Fútbol: 1 aparición

1995 - Primera Ronda
| Temporada | Competición      | Ronda | Club          | Ida     | Vuelta  | Cómputo global |
| --------- | ---------------- | ----- | ------------- | ------- | ------- | -------------- |
| 1985-86   | Copa UEFA        | 1/32  | Hammarby      | 1-3 (C) | 0-4 (F) | 1-7            |
| 1994-95   | Recopa de Europa | 1/16  | Panathinaikos | 0-2 (C) | 1-6 (F) | 1-8            |